# ジェリー・セクストン
ジェリー・セクストン（Jerry Sexton、1993年1月20日 - ）は、シャンピオナ・フェデラル・ナシオナル、CSブルゴワン＝ジャイユーに所属するラグビー選手。

## プロフィール
- アイルランド・ダブリン出身[1]。
- ポジションはロック(LO)。
- 身長 196cm、体重 113kg
- U20アイルランド代表に選ばれたことがある[2]。
- 兄のジョナサンもラグビー選手[3](現・レンスター)。

## 略歴
FCオーシュジェール、エクセター・チーフス、ロンドン・アイリッシュ、ジャージー・レッズを経て、2019年、キングスに加入。 
その後ドンカスター・ナイツを経て、2021年、CSブルゴワン＝ジャイユーに加入。 